# To Cry You a Song: A Collection of Tull Tales
To Cry You a Song è un album di Mick Abrahams e altri vari artisti, prodotto dallo stesso Abrahams. Si tratta di un album tributo ai Jethro Tull. 

## Tracce
1. - A Tull Tale
2. - Aqualung
3. - Up the Pool
4. - Nothing is Easy
5. - Mother Goose
6. - Minstreal in the Gallery
7. - One Brown House
8. - Cat's Squirrel
9. - To Cry You a Song
10. - New Day Yesterday
11. - Teacher
12. - Living in the Past
13. - Locomotive Breath
14. - Life's a Long Song

I brani sono interpretati da vari gruppi, tra cui i Magellan e i Lief Sorbie.
Il brano New Day Yesterday è interpretato dalla Mick Abrahams Band, gruppo attivo nella prima metà degli anni settanta, ricomposta dal musicista britannico nel 1994 come una sorta di supergruppo, con musicisti di notevole esperienza, senza incidere brani inediti, ma solo come tributo ai grandi gruppi del passato. Per la band si tratta di fatto dell'ultima apparizione ufficiale, dato che successivamente compariranno soltanto con il nome di Mick Abrahams.

## Formazione

### Mick Abrahams Band
- Mick Abrahams, voce, chitarra
- Phil Manzanera, chitarra
- Mike Wible, tastiera
- Glenn Cornick, basso
- Clive Bunker, batteria
- Ian McDonald, flauto
- Robby Steinhardt, violino